# Ленинский сельсовет (Ставропольский край)
Ле́нинский сельсове́т — упразднённое муниципальное образование в составе Минераловодского района Ставропольского края Российской Федерации.
Административный центр — посёлок Новотерский.

## География
Территория Ленинского сельсовета располагалась в юго-восточной части Минераловодского района. Площадь территории составляла 1125 га.

## История
- 1935 год — образование Ленинского сельсовета[4].
- Законом Ставропольского края от 28 мая 2015 года № 51-кз[2], все муниципальные образования, входящие в состав Минераловодского муниципального района Ставропольского края (Минераловодского территориального муниципального образования Ставропольского края) — городские поселения Минеральные Воды, посёлок Анджиевский, сельские поселения Гражданский сельсовет, село Греческое, Левокумский сельсовет, Ленинский сельсовет, Марьино-Колодцевский сельсовет, село Нагутское, Нижнеалександровский сельсовет, Первомайский сельсовет, Перевальненский сельсовет, Побегайловский сельсовет, Прикумский сельсовет, Розовский сельсовет и Ульяновский сельсовет были преобразованы, путём их объединения, в Минераловодский городской округ.

## Население
| 1989 | 2002    | 2010    | 2011    | 2012    | 2013    | 2014    | 2015    |
| ---- | ------- | ------- | ------- | ------- | ------- | ------- | ------- |
| 7182 | ↗11 352 | ↗12 818 | ↘12 797 | ↗12 989 | ↗13 042 | ↗13 365 | ↗13 616 |

## Состав сельского поселения
До упразднения Ленинского сельсовета в состав его территории в административном отношении входили 9 населённых пунктов:
| № | Населённый пункт | Тип населённого пункта          | Население |
| - | ---------------- | ------------------------------- | --------- |
| 1 | Бородыновка      | посёлок                         | ↗2730     |
| 2 | Возрождение      | хутор                           | ↘100      |
| 3 | Змейка           | посёлок                         | ↗2768     |
| 4 | Имени Тельмана   | хутор                           | ↗92       |
| 5 | Красный Пахарь   | хутор                           | ↗4182     |
| 6 | Кумской          | посёлок                         | ↗600      |
| 7 | Ленинский        | посёлок                         | ↘1616     |
| 8 | Новотерский      | посёлок, административный центр | ↘1805     |
| 9 | Привольный       | посёлок                         | ↘100      |

## Органы власти
Представительный орган — Совет Ленинского поселения Минераловодского района — состоял из 15 депутатов, избираемых на муниципальных выборах по многомандатному избирательному округу.

## Экономика
На территории бывшего поселения действует свыше 100 предприятий, учреждений и организаций. Наиболее значимые: ЗАО «Кавминводы» (розлив минеральной воды «Новотерская целебная»), ОАО «Терский племенной конный завод № 169» (разведение племенных пород лошадей).